# 구즈마키촌
구즈마키촌(葛巻村)은 니가타현 미나미칸바라군에 있던 촌이다. 현재의 미쓰케시 구즈마키 지역에 해당한다.

## 역사
- 1889년 4월 1일 - 정촌제 시행에 의해 미나미칸바라군 구즈마키촌이 성립하였다.
- 1954년 3월 31일 - 미쓰케정에 편입해, 동일 구즈마키촌은 폐지되었다.

## 교통

### 철도
촌내에 일본국유철도 (현재의 동일본 여객철도) 신에쓰 본선이 통과하지만 통과하고 있으며, 마을의 북단, 미쓰케정의 경계에 미쓰케역이 있었다.

### 도로
- 니가타 현도 제20호선
- 니가타 현도 제126호선
- 니가타 현도 제242호선